# Шимское городское поселение
Шимское городско́е поселе́ние — муниципальное образование в Шимском районе Новгородской области Российской Федерации.
Административный центр — рабочий посёлок Шимск.

## История
Статус и границы городского поселения установлены Законом Новгородской области от 11 ноября 2005 года № 559-ОЗ «Об административно-территориальном устройстве Новгородской области».

## Население
| 2010  | 2012  | 2013  | 2014  | 2015  | 2016  | 2017  |
| ----- | ----- | ----- | ----- | ----- | ----- | ----- |
| 5483  | ↗5571 | ↘5549 | ↘5505 | ↘5501 | ↘5445 | ↗5459 |
| 2018  | 2019  | 2020  | 2021  |       |       |       |
| ↘5397 | ↘5319 | ↘5212 | ↘4633 |       |       |       |

## Состав городского поселения
| №  | Населённый пункт    | Тип населённого пункта                  | Население |
| -- | ------------------- | --------------------------------------- | --------- |
| 1  | Белец               | деревня                                 | 10        |
| 2  | Большая Витонь      | деревня                                 | 57        |
| 3  | Бор                 | деревня                                 | 298       |
| 4  | Веряжа              | деревня                                 | 142       |
| 5  | Голино              | деревня                                 | 75        |
| 6  | Дубовицы            | деревня                                 | 7         |
| 7  | Заполье             | деревня                                 | 8         |
| 8  | Ильмень             | деревня                                 | 10        |
| 9  | Калинница           | деревня                                 | 6         |
| 10 | Конопле             | деревня                                 | 1         |
| 11 | Коростынь           | деревня                                 | 403       |
| 12 | Корчищи             | деревня                                 | 0         |
| 13 | Маковище            | деревня                                 | 3         |
| 14 | Малая Витонь        | деревня                                 | 32        |
| 15 | Малиновка           | деревня                                 | 9         |
| 16 | Мстонь              | деревня                                 | 84        |
| 17 | Мшага Воскресенская | деревня                                 | 71        |
| 18 | Мшага Ямская        | деревня                                 | 140       |
| 19 | Оспино              | деревня                                 | 0         |
| 20 | Ручьи               | деревня                                 | 4         |
| 21 | Северная Поляна     | деревня                                 | 22        |
| 22 | Старый Шимск        | деревня                                 | 112       |
| 23 | Теребутицы          | деревня                                 | 94        |
| 24 | Шимск               | рабочий посёлок, административный центр | ↘3349     |